# Chicksands
Chicksands är en by i civil parish Campton and Chicksands, i kommunen Central Bedfordshire, i grevskapet Bedfordshire i England. Byn är belägen 13 km från Bedford. Chicksands var en civil parish fram till 1985 när blev den en del av Campton and Chicksands. Civil parish hade 607 invånare år 1961. Byn nämndes i Domedagsboken (Domesday Book) år 1086, och kallades då Chichesana.
Chicksands är den administrativa huvudorten för kommunen Central Bedfordshire.